# Il Garibaldi innamorato/Flamenco amorespia
Il Garibaldi innamorato/Flamenco amorespia è un singolo del cantautore italiano Sergio Caputo, pubblicato nel febbraio 1987.

## Descrizione
Il Garibaldi innamorato è un brano musicale scritto da Sergio Caputo, presentato al Festival di Sanremo 1987  nell'interpretazione dello stesso Caputo ed è caratterizzato da un ritmo latino coinvolgente e da un arrangiamento ricco di strumenti, tra cui pianoforte, fiati e percussioni.
La canzone totalizza 239.840 voti, classificandosi alla posizione 21 su un totale di 24 brani.
Sarà sempre proposta nei concerti anche con arrangiamenti diversi.
Caputo ha registrato un remake della canzone per inserirla nel cd Serenadas uscito nel 1998, in cui rivisita alcune delle sue canzoni in chiave latina.
La canzone Flamenco amorespia, come suggerisce il titolo incorpora sonorità flamenco, era contenuta nell'album Effetti personali del 1986.

## Tracce
- 7"/45 giri (CGD,CGD 10718)

Lato A
1. Il Garibaldi innamorato – 3:15 (Sergio Caputo)

Lato B
1. Flamenco amorespia – 4:34 (Sergio Caputo)